# Bódogh János (lelkész)
Bódogh János (Ireg vagy Mihályháza, 1809. december 26. – Mihályháza, 1880. december 5.) református lelkész.

## Élete
Szülőhelyén kezdte tanulmányait, Gyönkön, majd Pápán folytatta. Tanított Mocsán, később ugyanitt volt segédlelkész. 1834. november 18. és 1835. április 9. között Felsőőrön szolgált; 1835-ben Senyaháza, 1840-ben Homokbödöge lelkésze volt, majd 1842 áprilisában került az ajkai református gyülekezet élére. Amikor 1842. július 18-án villám csapott a templom tornyába, ezt követően lemondott tisztségéről. 1846-ban Mihályházára került és haláláig ott szolgált.
Előbb Ajkán, 1846-tól Mihályházán teljesített lelkészi szolgálatot egészen haláláig.

## Munkája
- Egyházi beszéd, melyet Ajkán 1842. júl. 18. a helv. hívek egyházának a tornyán villámütés okozta szerencsétlen eset emlékére készített és mondott. Pápa, 1842.